# Colombey-les-Deux-Églises (commune déléguée)
Pour les articles homonymes, voir Colombey (homonymie).
Colombey-les-Deux-Églises est une ancienne commune française située dans le département de la Haute-Marne en région Grand Est.
Le village est devenu célèbre pour avoir été choisi comme résidence secondaire par le général de Gaulle, qui y avait acquis en 1934 la propriété de La Boisserie. Il avait choisi Colombey parce que cette localité se trouvait à mi-chemin de Paris et de ses garnisons de l'Est et du Nord. Il y est mort le 9 novembre 1970. Depuis, Colombey est devenu l'un des hauts lieux du gaullisme.
Le 1er janvier 2017, Colombey-les-Deux-Églises a le statut administratif de commune déléguée, ainsi que les sept communes associées depuis 1972, à la suite de sa fusion avec la commune de Lamothe-en-Blaisy pour former la nouvelle commune de Colombey les Deux Églises (sans traits d'union),.

## Géographie

### Localisation

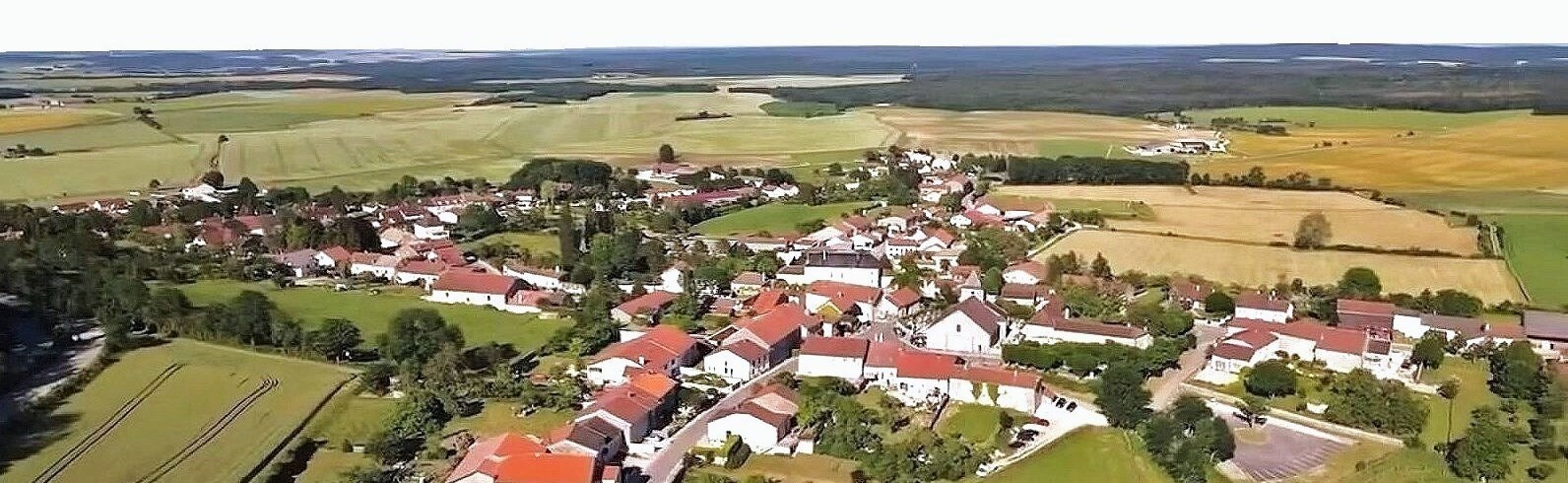
Vue générale

Limitrophe du département de l'Aube, elle est située sur la D 619 qui relie Chaumont (22,6 km au sud-est) à Troyes (60,8 km à l'ouest). La gare la plus proche est Bar-sur-Aube, desservie par certains Intercités de la ligne Paris-Troyes-Chaumont-Belfort-Mulhouse.
Le sud de la commune est occupé par la forêt des Dhuits, qui se situe dans le prolongement oriental de la grande forêt de Clairvaux.
Le général de Gaulle a consacré à Colombey les dernières pages de ses Mémoires de guerre, texte devenu classique :

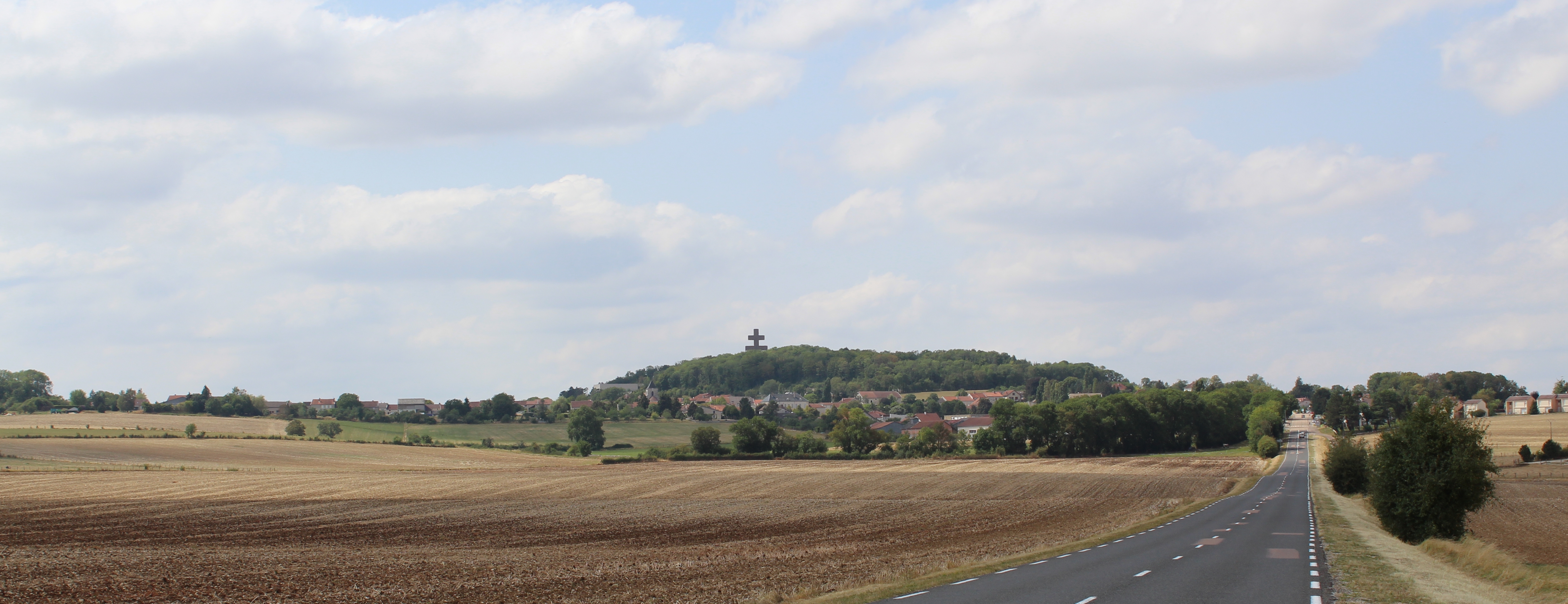
Le village de Colombey-les-Deux-Églises niché au pied du lieu-dit "La Montagne" dominé par la croix de Lorraine du mémorial Charles-de-Gaulle.

« Vastes, frustes et tristes horizons ; bois, prés, cultures et friches mélancoliques ; relief d'anciennes montagnes très usées et résignées ; villages tranquilles et peu fortunés dont rien, depuis des millénaires, n'a changé l'âme, ni la place… »
« Vieille Terre, rongée par les âges, rabotée de pluies et de tempêtes, épuisée de végétation, mais prête, indéfiniment, à produire ce qu'il faut pour que se succèdent les vivants ! Vieille France, accablée d'Histoire, meurtrie de guerres et de révolutions, allant et venant sans relâche de la grandeur au déclin, mais redressée, de siècle en siècle, par le génie du renouveau ! Vieil homme, recru d'épreuves, détaché des entreprises, sentant venir le froid éternel, mais jamais las de guetter dans l'ombre la lueur de l’espérance. »

### Communes limitrophes
Les communes limitrophes sont Lamothe-en-Blaisy, Juzennecourt, Montheries et Rennepont.
Les communes de Lavilleneuve-aux-Fresnes, Pratz et Argentolles étaient autrefois limitrophes. Elles ont été intégrées à la commune en 1972.

### Hydrographie
La commune se trouve dans la vallée de la Blaise.

## Urbanisme

### Lieux-dits et hameaux
- Ancienne commune d'Argentolles
- Ancienne commune de Biernes
- Ancienne commune de Blaise
- Ancienne commune de Champcourt
- Ancienne commune de Harricourt
- Ancienne commune de Pratz
- Ancienne commune de Lavilleneuve-aux-Fresnes

### Logement
Les 346 logements de la commune sont 335 logements individuels et il y a seulement 11 logements collectifs. Ce sont 325 résidences principales et il y a seulement 48 résidences secondaires, 2 logements occasionnels et 41 logements vacants d'après le recensement de 1999. Les résidences principales ont été construites en majorité avant 1949.

## Toponymie
Sous la Révolution française, de l'an II et jusqu'en l'an X, la commune prend le nom de Colombey-la-Montagne. Le sens du terme Colombey s'explique par le latin columbarium (colombier) : on trouve dans un texte daté de 1108 Columbei, ubi due ecclesie sunt (« Colombey, où sont deux églises »).
La dénomination « deux églises » destinée à la différencier de ses nombreux homonymes, s’expliquait par la présence de deux édifices religieux sur son territoire :
- l'ancien prieuré Saint-Jean-Baptiste (à une seule nef) fondé vers 1100, dépendant de l’abbaye de Cluny. Après la Révolution, le prieuré fut vendu comme bien national et transformé en maison d'habitation par ses nouveaux propriétaires. De nos jours, seule son abside est encore visible ;
- l'église Notre-Dame-en-son-Assomption est l'église paroissiale utilisée pour le culte. Elle possède un chœur de la fin du XIe, une chapelle de la Vierge et de Saint-Nicolas du XVIe, une abside, une nef et des bas-côtés du XVIIIe, statues en pierre polychrome et bois doré du XVIIe au XIXe siècle. Lorsqu'il assistait à la messe, le général de Gaulle occupait le 7e banc à droite[7].

## Histoire
Une présence mérovingienne a été mise en évidence lors de la découverte de sarcophages au lieu-dit les Auges en 1857.

### Les otages de Colombey

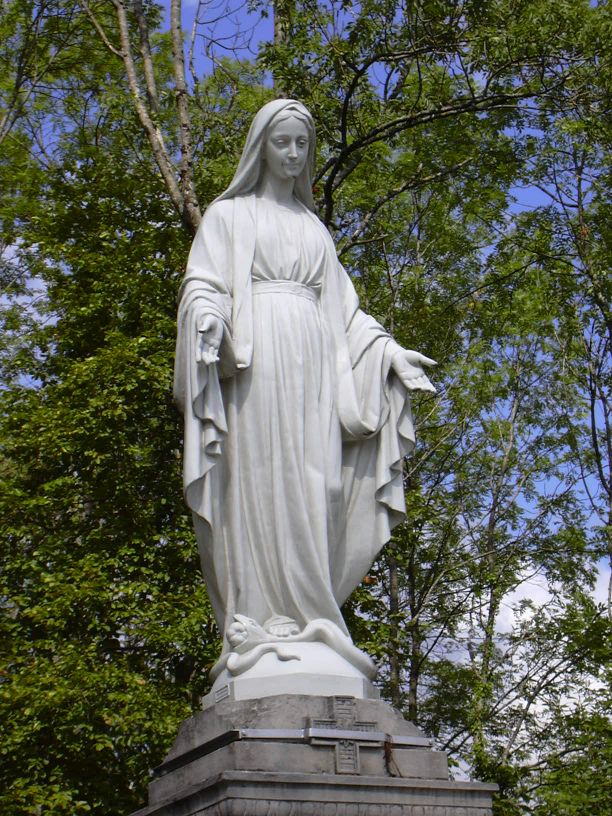
Statue de Notre-Dame-des-Otages, à Colombey-les-Deux-Églises.

L'histoire de la commune a été marquée par une prise d'otages pendant la Seconde Guerre mondiale. Le 19 août 1944, les troupes allemandes stationnent à Colombey devant La Boisserie et devant la mairie. Un camion dans lequel se trouvent des FFI passe dans le village. Des coups de mitraillette éclatent ; deux soldats allemands sont tués, d'autres blessés. Les représailles ne tardent pas et des SS, venus de Bar-sur-Aube arrivent, arrêtent sans discernement les 21 hommes et la femme qui leur tombent sous la main dans la rue et les maisons. Vingt-deux otages sont emmenés et emprisonnés à Chaumont ; une autre personne, déjà arrêtée par ailleurs, est associée au groupe, qui subit quatre jours d'interrogatoires.
Moments d'angoisse pour les familles, qui connaissent les atrocités commises par les soldats allemands pendant cette guerre. Pendant cette longue attente, avec l'espoir d'être enfin libérés, les 23 otages forment le vœu, s'ils s'en sortent, d'ériger une statue en hommage à la Sainte-Vierge.
Ces vingt-trois otages — pour la plupart agriculteurs, fromagers, ouvriers agricoles — étaient originaires du village. Neuf d'entre eux travaillaient dans une entreprise forestière qui effectuait des coupes de bois dans les environs.
Les événements évoluent dans le bon sens puisque les otages seront finalement libérés. La promesse faite pendant leur détention sera tenue. La commande de la statue de la Vierge est préparée. L'Union internationale artistique de Vaucouleurs est choisie. Au printemps 1946, l'ancien otage Fernand Roethlisberger va en prendre livraison.
Les travaux commencent. M. Denarda, un maçon de Colombey, construit le socle du monument et le soubassement en béton. Les marches sont offertes par le marbrier Boiteux de Juzennecourt. L'emplacement avec le terrain d'accès à la statue sur la montagne de Colombey a été offert à l'église de Colombey par la famille Etienney. La peinture du socle est réalisée par Maurice Chappuis, peintre du village. La statue en fonte, haute de 2,20 m, pèse 620 kg. L'ensemble du monument s'élève à 5,20 m de hauteur. En 1963, à l'initiative de l'abbé Drouot, il a été agrémenté d'une table d'orientation montrant toute la région.
Le dimanche 24 août 1946 a eu lieu l'inauguration officielle de la statue de la Vierge qui deviendra « Notre-Dame-des-Otages. » Sous un beau soleil estival, 3 000 personnes assistèrent à la grand-messe présidée par Louis Chiron, évêque de Langres. On remarquait dans la foule la présence d'Yvonne de Gaulle, accompagnée de deux membres de sa famille. Le général de Gaulle et sa famille assistèrent dans l'après-midi, en l'église du village, à une cérémonie d'action de grâce. À l'intérieur du socle a été placée une bouteille cachetée dans laquelle figure une feuille écrite à l'encre de Chine par l'abbé Drouot, curé de Colombey, qui retrace l'histoire des otages avec leurs noms.
Depuis cette date, tous les ans, le dernier dimanche du mois d'août, un pèlerinage suivi d'une messe a lieu devant la statue.
En 1994, après la mort de M. Burkardt quelques mois plus tôt, Fernand Roethlisberger, 87 ans, est alors le dernier des anciens otages encore en vie. Passionné d'histoire, c'est sous sa plume qu'a été éditée une plaquette souvenir pour l'anniversaire des 50 ans de commémorations de Notre-Dame-des-Otages. Il meurt en octobre 2007.

### Le général de Gaulle et Colombey

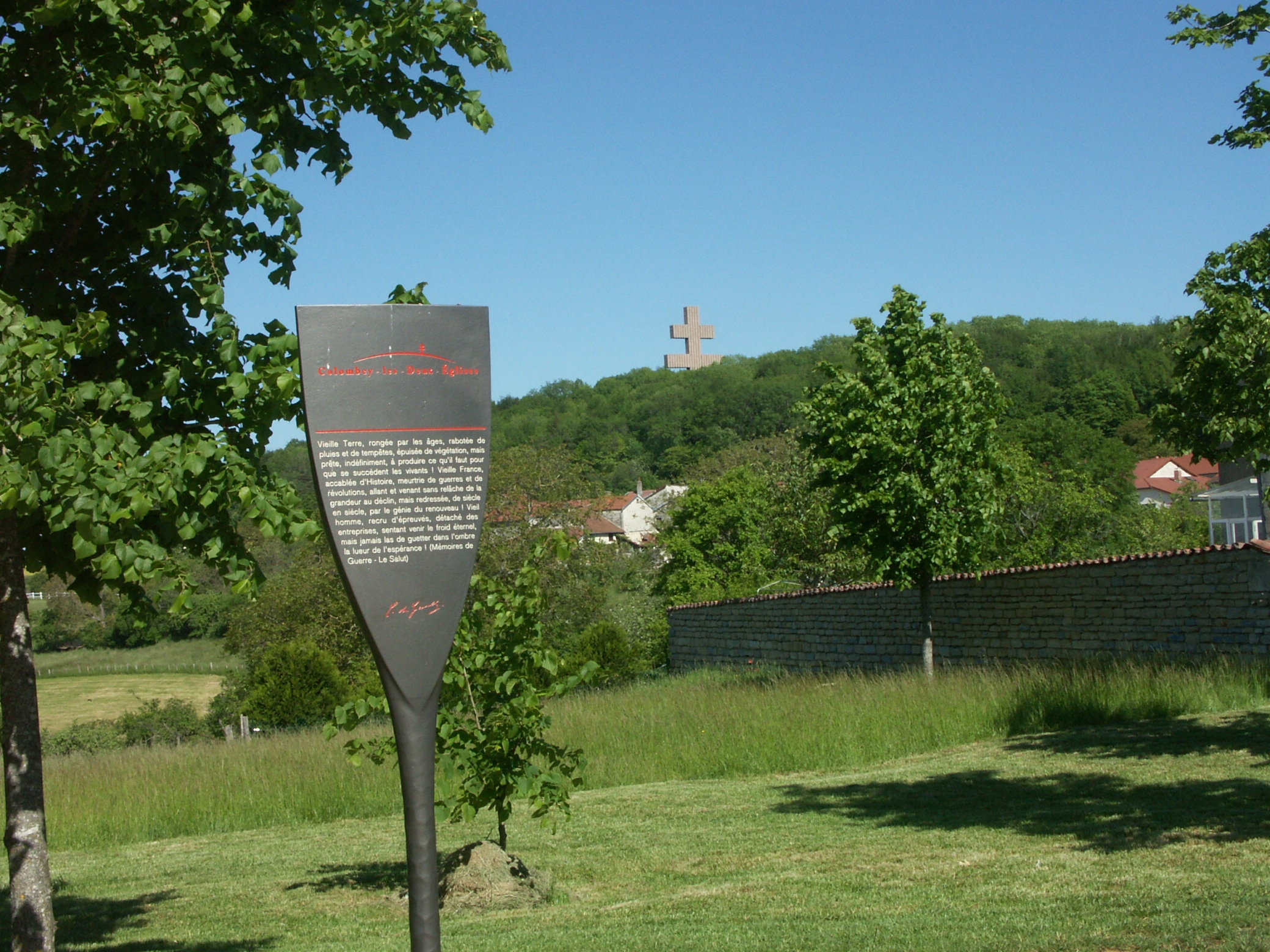
La campagne de Colombey ; au loin, la grande croix de Lorraine du mémorial De Gaulle.

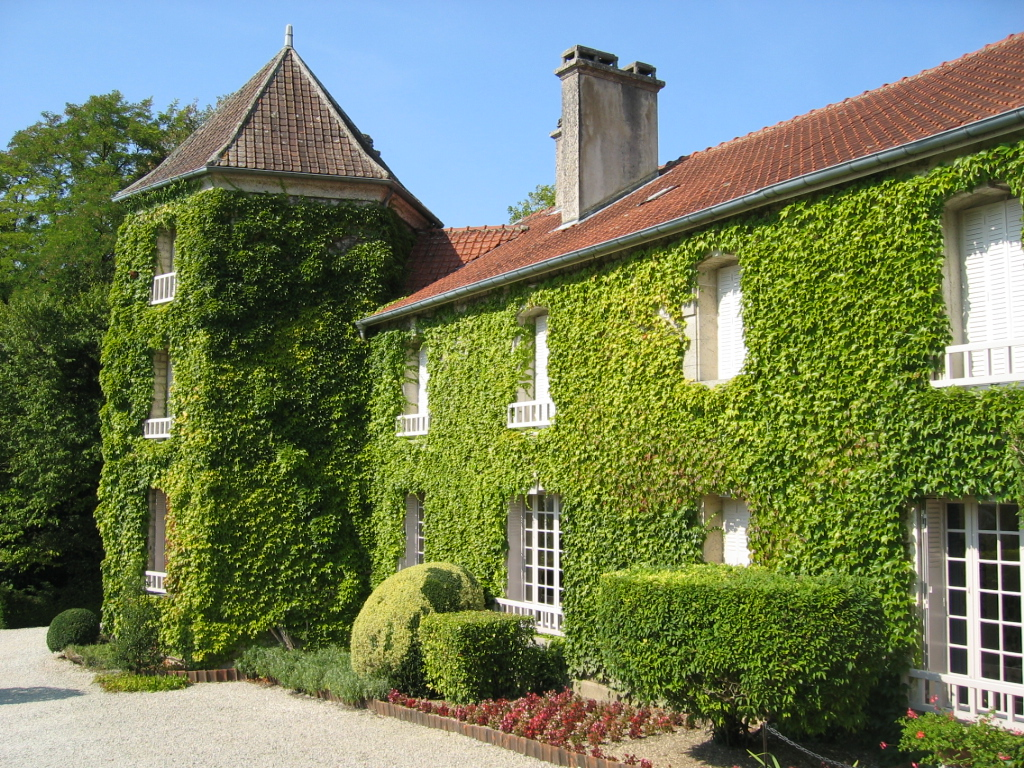
La Boisserie, résidence privée du général de Gaulle.

La commune est célèbre car le général de Gaulle et son épouse Yvonne y avaient acheté, en 1934, le domaine de « la Brasserie » qui, en fait, était l'ancienne brasserie du village (créée en 1843), renommée « La Boisserie ». Elle s'offre aux regards depuis le village avec une tour hexagonale coiffée de vieilles tuiles du pays que de Gaulle avait fait construire après la guerre. Il y installera son cabinet de travail d'où, d'un regard, il pouvait embrasser le paysage immense et sauvage. Le général aimait venir se reposer dans ce qu'il considérait comme sa vraie et sa seule demeure. Il s'y réfugiait pour prendre les décisions importantes, dans le calme et la solitude.
À la Boisserie furent accueillis et reçus un grand nombre de personnalités venues lui rendre visite. Parmi elles, les 14 et 15 septembre 1958, le chancelier allemand Konrad Adenauer (qui fut le seul chef d'État ou de gouvernement à avoir passé la nuit à la Boisserie) pour entamer la réconciliation franco-allemande.

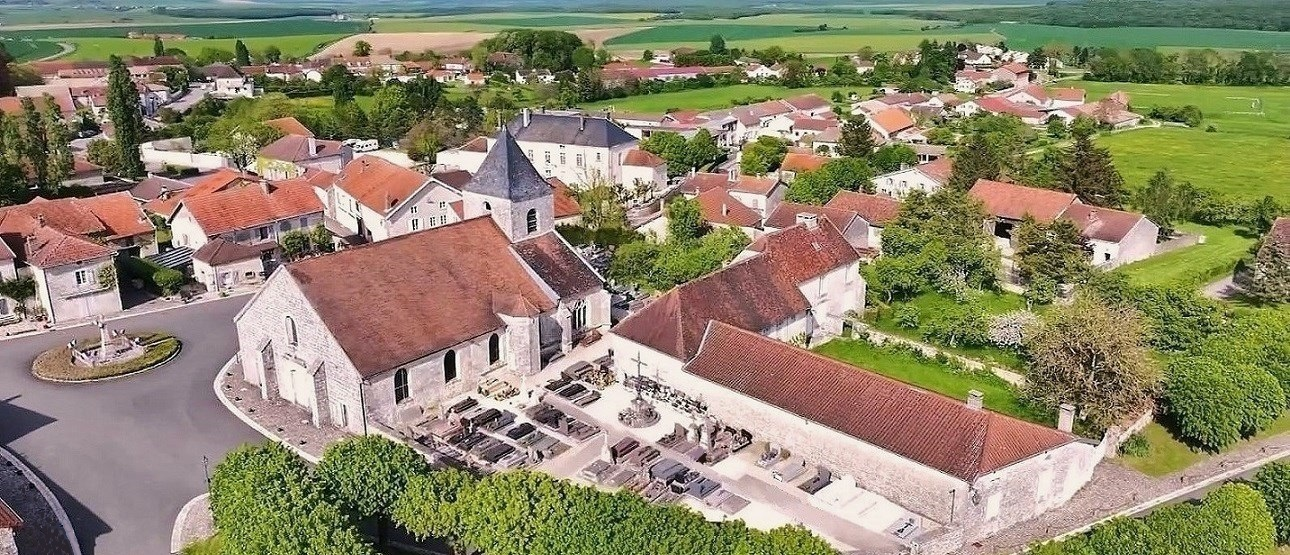
Cimetière où repose le Général De Gaulle.

Après sa démission de la présidence de la République, en avril 1969, il y avait entrepris la rédaction de ses Mémoires d'espoir. Il y est mort le 9 novembre 1970 au soir d'une rupture d'anévrisme, âgé de presque quatre-vingts ans. Le domaine appartient depuis lors à son fils, l'amiral Philippe de Gaulle.
Le Général et son épouse ainsi que leur fille Anne sont inhumés dans le petit cimetière communal dans la même tombe. Son gendre, le général Alain de Boissieu, décédé en 2006, et son épouse Élisabeth (la première fille du général de Gaulle) décédée en 2013 reposent à côté de la tombe du Général.

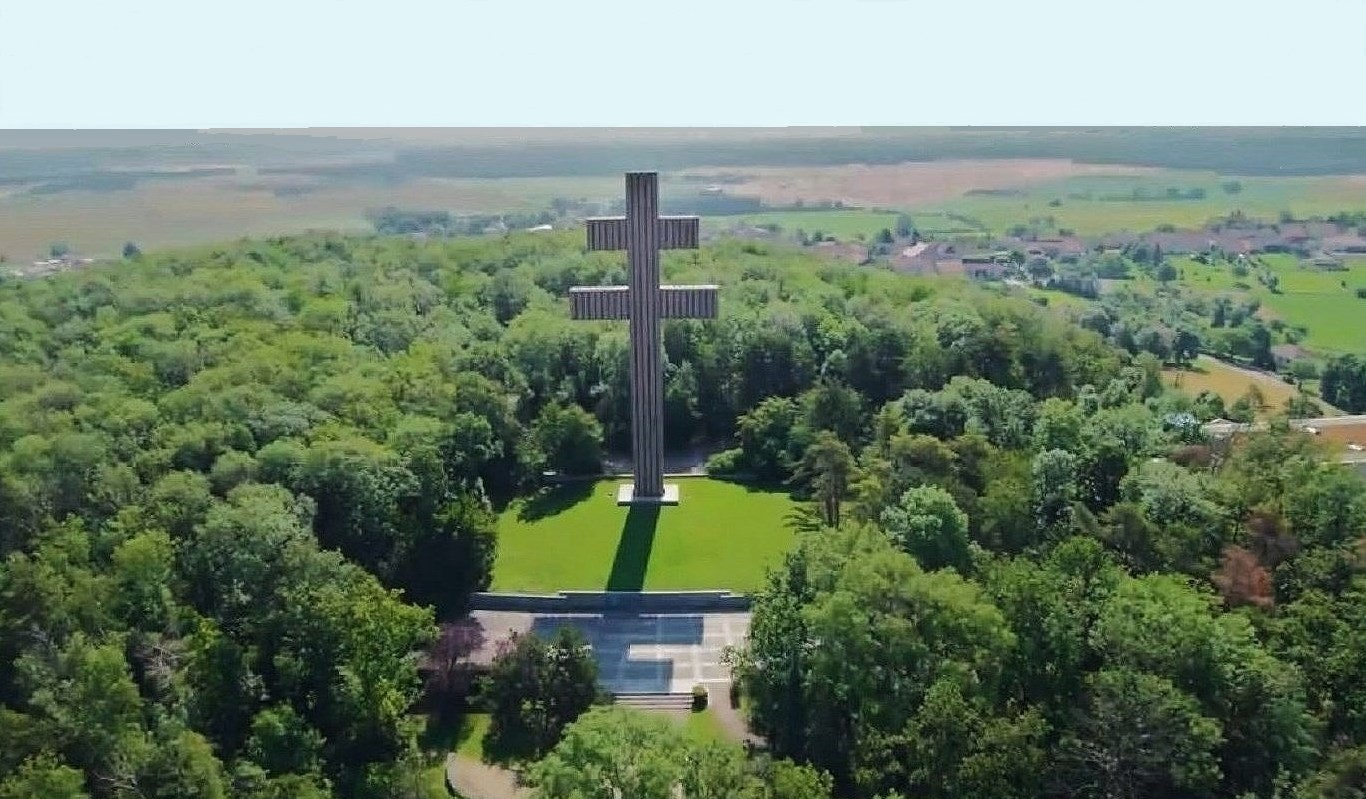
la Croix de Lorraine du Mémorial Charles-de-Gaulle.

Depuis 1972, sur le territoire de la commune, se trouve le mémorial Charles-de-Gaulle. Visible de très loin, une monumentale croix de Lorraine issue des carrières de granit rose de La Clarté en Perros-Guirec s'élève, symbole de la France libre. Financée par souscription nationale, elle a été érigée du 4 avril au 6 mai 1972 sur la « Montagne » (397 mètres d'altitude), emplacement le plus élevé du village. Le monument, œuvre des architectes Marc Nebingen et Michel Mosser, a été inauguré par le président de la République Georges Pompidou le 18 juin 1972, jour du trente-deuxième anniversaire du célèbre Appel à la Résistance lancé sur les ondes de la BBC par le général.

## Politique et administration

### Historique
Colombey-les-Deux-Églises est une municipalité créée en 1790 ; elle fait alors partie du district de Chaumont et du canton de Blaise. En 1801, elle est intégrée au canton de Juzennecourt.
En 1972, elle absorbe sept communes sous la forme d'une fusion-association : Argentolles, Biernes, Blaise, Champcourt, Harricourt, Pratz et Lavilleneuve-aux-Fresnes.

### Liste des maires

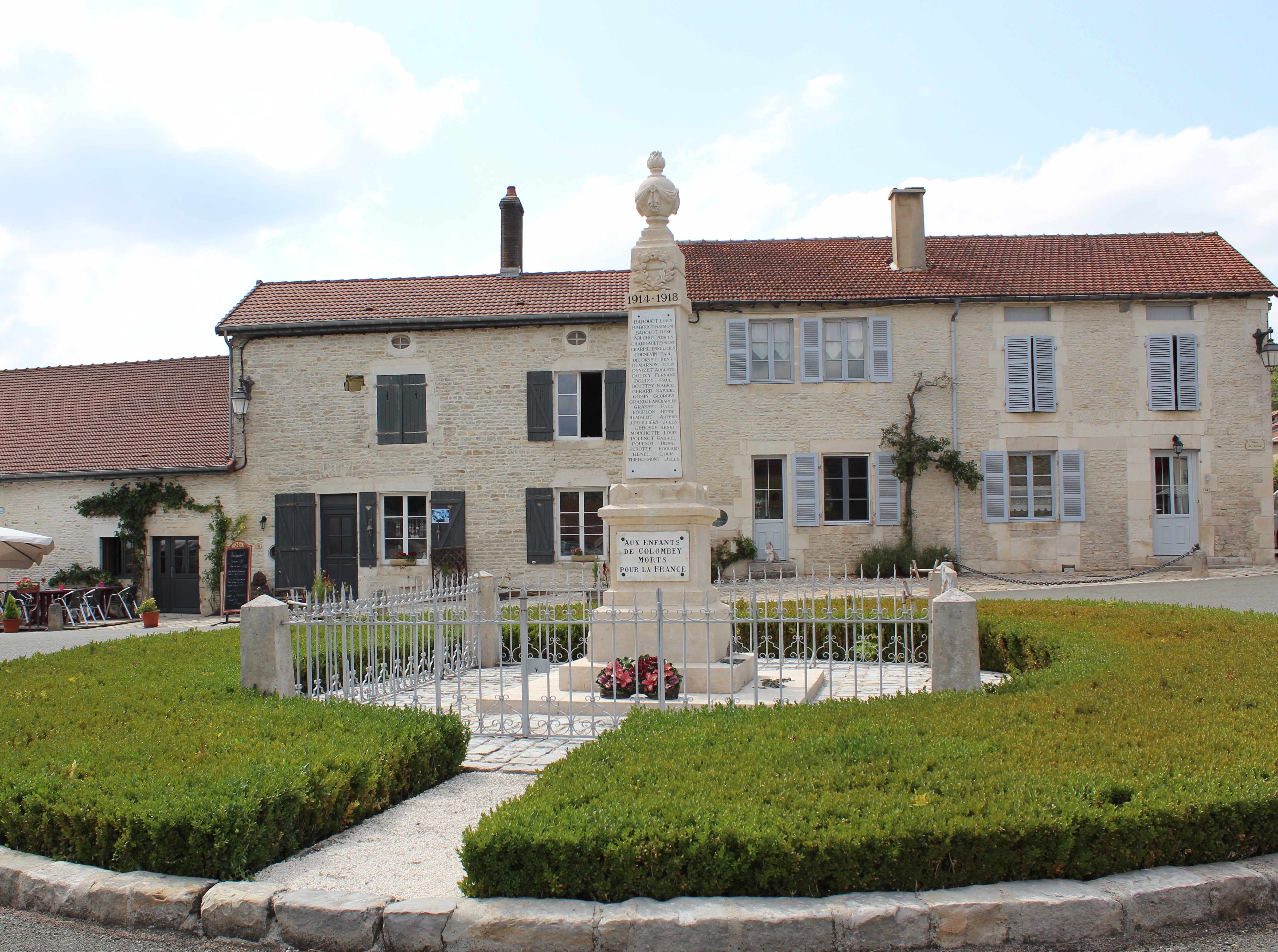
Le monument aux Morts.

| Période                                  | Période          | Identité          | Étiquette        | Qualité                                          |
| ---------------------------------------- | ---------------- | ----------------- | ---------------- | ------------------------------------------------ |
| Les données manquantes sont à compléter. |                  |                   |                  |                                                  |
|                                          | 1966             | Louis Jurvilliers | UNR              |                                                  |
| 1er octobre 1966                         | 2001             | Jean Raullet      | RPR              | Conseiller général de la Haute-Marne Vétérinaire |
| 2001                                     | 31 décembre 2016 | Pascal Babouot    | Les Républicains |                                                  |

### Tendances et résultats électoraux

#### Élections présidentielles (au2dtour de scrutin)
- Élection présidentielle de 2002 : 81,12 % pour Jacques Chirac (RPR), 18,88 % pour Jean-Marie Le Pen (FN), 86,87 % de participation[11].
- Élection présidentielle de 2007 : 82,28 % pour Nicolas Sarkozy (UMP), 17,72 % pour Ségolène Royal (PS), 89,34 % de participation[12].
- Élection présidentielle de 2012 : 81,26 % pour Nicolas Sarkozy (UMP), 18,74 % pour François Hollande (PS), 87,34 % de participation[13].
- Élection présidentielle de 2017 : 54,76 % pour Marine Le Pen (FN), 45,24 % pour Emmanuel Macron (EM), 81,48 % de participation[14].
- Élection présidentielle de 2022: 56,43 % pour Marine Le Pen (RN), 43,27 % pour Emmanuel Macron (EM), 80,93 % de participation[15].

#### Élections municipales
- Élections municipales de 2008 : 187 voix pour Pascal Babouot, 164 voix pour Didier Fourier.

### Jumelages
- Assens (Vaud) (Suisse).

## Population et société

### Démographie
L'évolution du nombre d'habitants est connue à travers les recensements de la population effectués dans la commune entre 1793 et 2016 et dans la commune déléguée depuis 2017. À partir de 2006, les populations légales des communes sont publiées annuellement par l'Insee. Le recensement repose désormais sur une collecte d'information annuelle, concernant successivement tous les territoires communaux au cours d'une période de cinq ans. Pour les communes de moins de 10 000 habitants, une enquête de recensement portant sur toute la population est réalisée tous les cinq ans, les populations légales des années intermédiaires étant quant à elles estimées par interpolation ou extrapolation. Pour la commune déléguée, le premier recensement exhaustif, entrant dans le cadre du nouveau dispositif a été réalisé en 2006.
En 2020, la commune déléguée comptait 360 habitants.
| 1793 | 1800 | 1806 | 1821 | 1831 | 1836 | 1841 | 1846 | 1851 |
| ---- | ---- | ---- | ---- | ---- | ---- | ---- | ---- | ---- |
| 556  | 583  | 633  | 601  | 666  | 708  | 734  | 799  | 805  |

| 1856 | 1861 | 1866 | 1872 | 1876 | 1881 | 1886 | 1891 | 1896 |
| ---- | ---- | ---- | ---- | ---- | ---- | ---- | ---- | ---- |
| 820  | 830  | 756  | 718  | 698  | 668  | 639  | 618  | 574  |

| 1901 | 1906 | 1911 | 1921 | 1926 | 1931 | 1936 | 1946 | 1954 |
| ---- | ---- | ---- | ---- | ---- | ---- | ---- | ---- | ---- |
| 572  | 527  | 486  | 361  | 349  | 378  | 327  | 312  | 363  |

| 1962 | 1968 | 1975 | 1982 | 1990 | 1999 | 2006 | 2011 | 2016 |
| ---- | ---- | ---- | ---- | ---- | ---- | ---- | ---- | ---- |
| 399  | 391  | 713  | 688  | 660  | 650  | 678  | 668  | 356  |

| 2021 | - | - | - | - | - | - | - | - |
| ---- | - | - | - | - | - | - | - | - |
| 352  | - | - | - | - | - | - | - | - |

### Enseignement
L'école élémentaire publique Yvonne-de-Gaulle et le collège Colombey-les-Deux-Églises forment un groupe scolaire situé rue Pisseloup.

### Cultes
Colombey-les-Deux-Églises et ses communes environnantes font maintenant partie de la paroisse Saint-Bernard (soit les villages suivants : Autreville-sur-la-Renne, Lavilleneuve-au-Roi, St-Martin-sur-la-Renne, Valdelancourt, Blaisy, Colombey-les-Deux-Églises, Argentolles, Biernes, Blaise, Champcourt, Harricourt, Lavilleneuve-aux-Fresnes, Pratz, Curmont, Gillancourt, Juzennecourt, Lachapelle-en-Blaisy, Lamothe-en-Blaisy, Maranville, Montheries, Rennepont, Rizaucourt-Buchey, Sexfontaines, Vaudrémont soit 2 715 habitants) qui est reliée au doyenné de Châteauvillain.
Les messes y sont célébrées le dimanche à 10 h 30 (un bulletin trimestriel est édité par le doyenné stipulant le lieu et les horaires ainsi que la rétrospective des mois précédents).

## Économie
La commune comprend 284 actifs et 22 chômeurs. Les 284 actifs ayant un emploi sont 161 hommes et 123 femmes, dont 210 sont salariés et 74 non salariés.

### Agriculture
Certaines parcelles agricoles des anciennes communes de Champcourt ou de Harricourt pourraient prochainement entrer dans la zone de production des vins de Champagne.

## Culture locale et patrimoine

### Lieux et monuments
Le mémorial Charles-de-Gaulle, inauguré le 11 octobre 2008 par le président de la République Nicolas Sarkozy et la chancelière allemande Angela Merkel, est situé au pied de la croix de Lorraine. Il retrace les grands évènements historiques du vingtième siècle au travers de la vie du général de Gaulle.

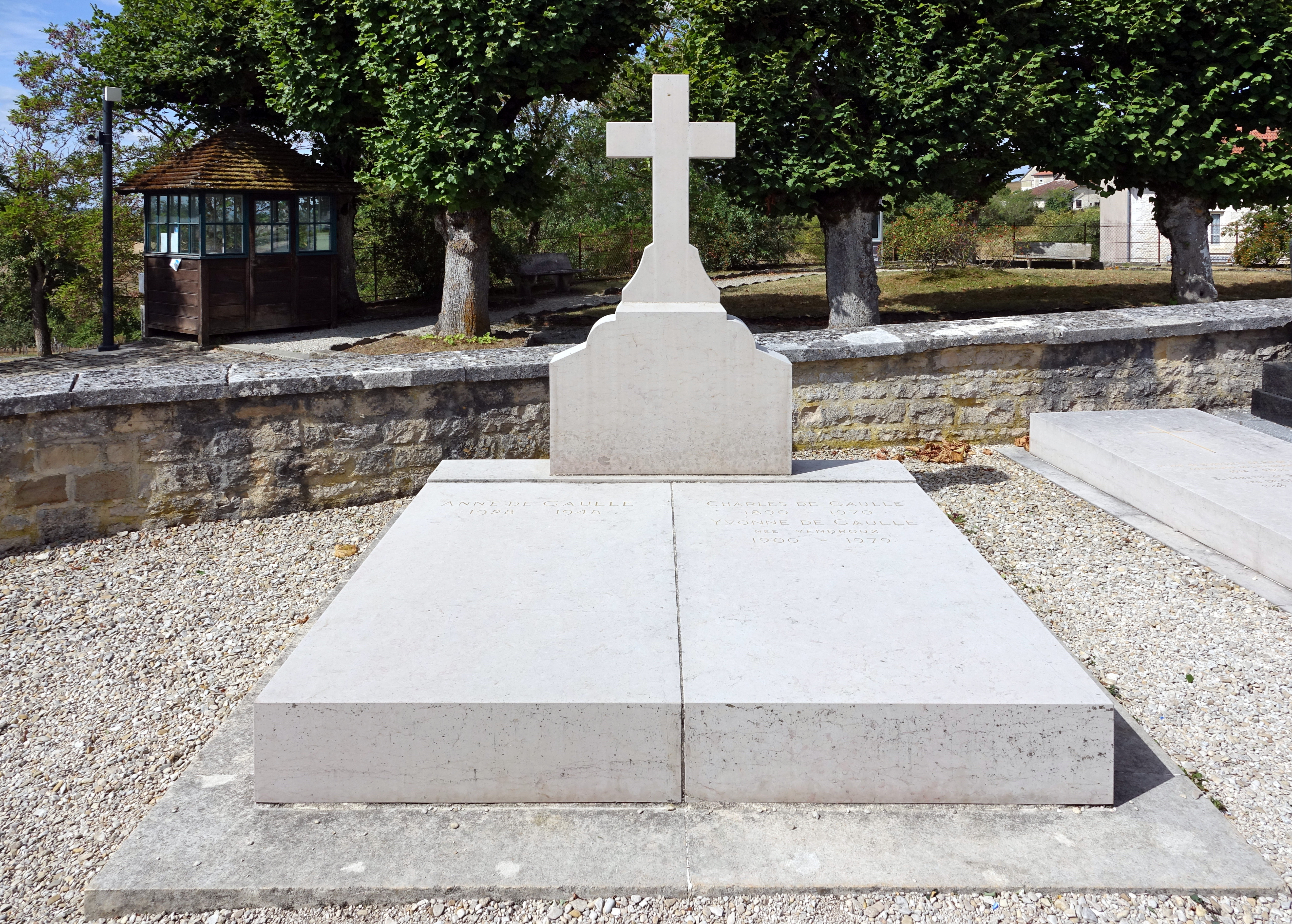
Tombeau du général de Gaulle, de son épouse Yvonne et de leur fille Anne.
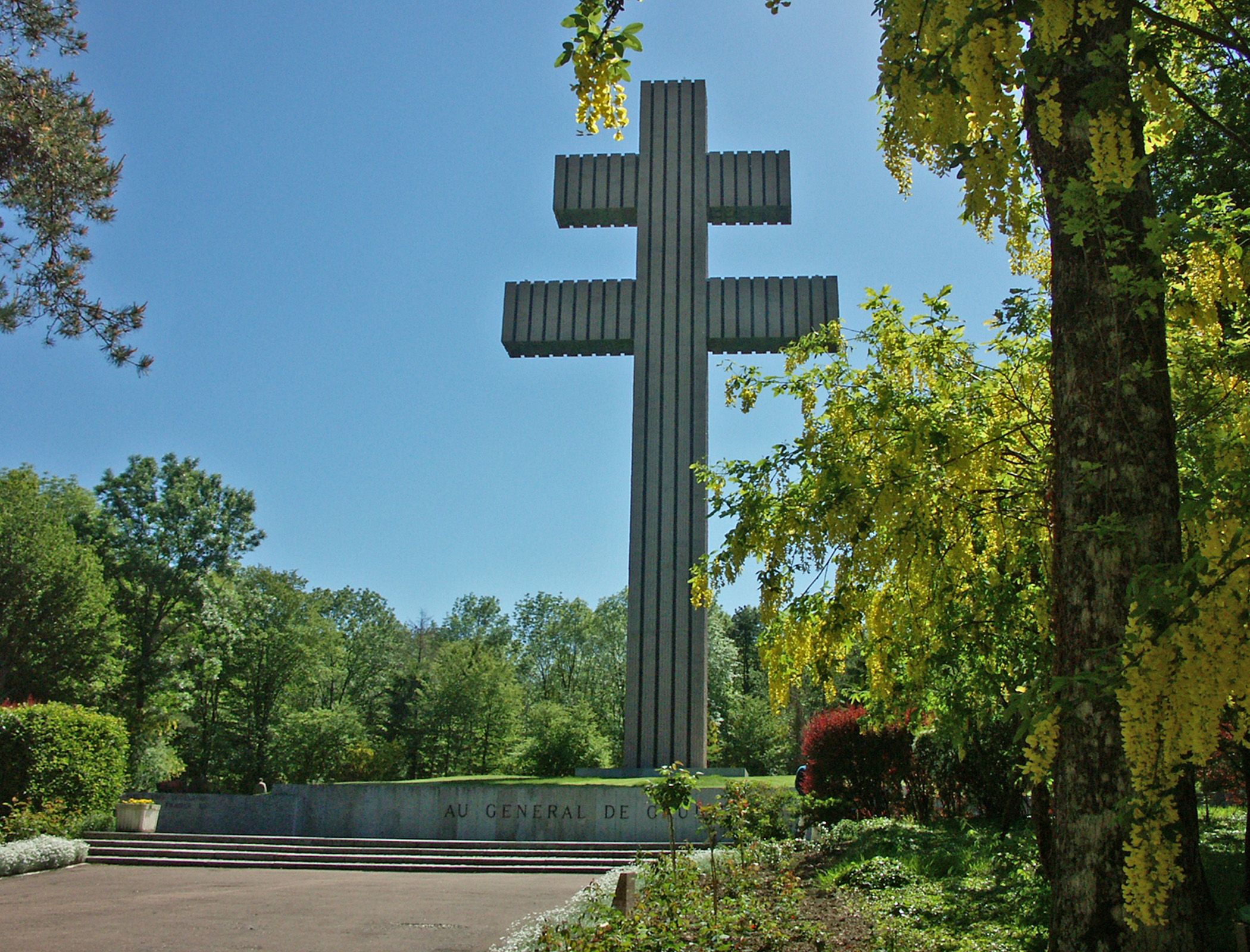
Mémorial Charles-de-Gaulle.
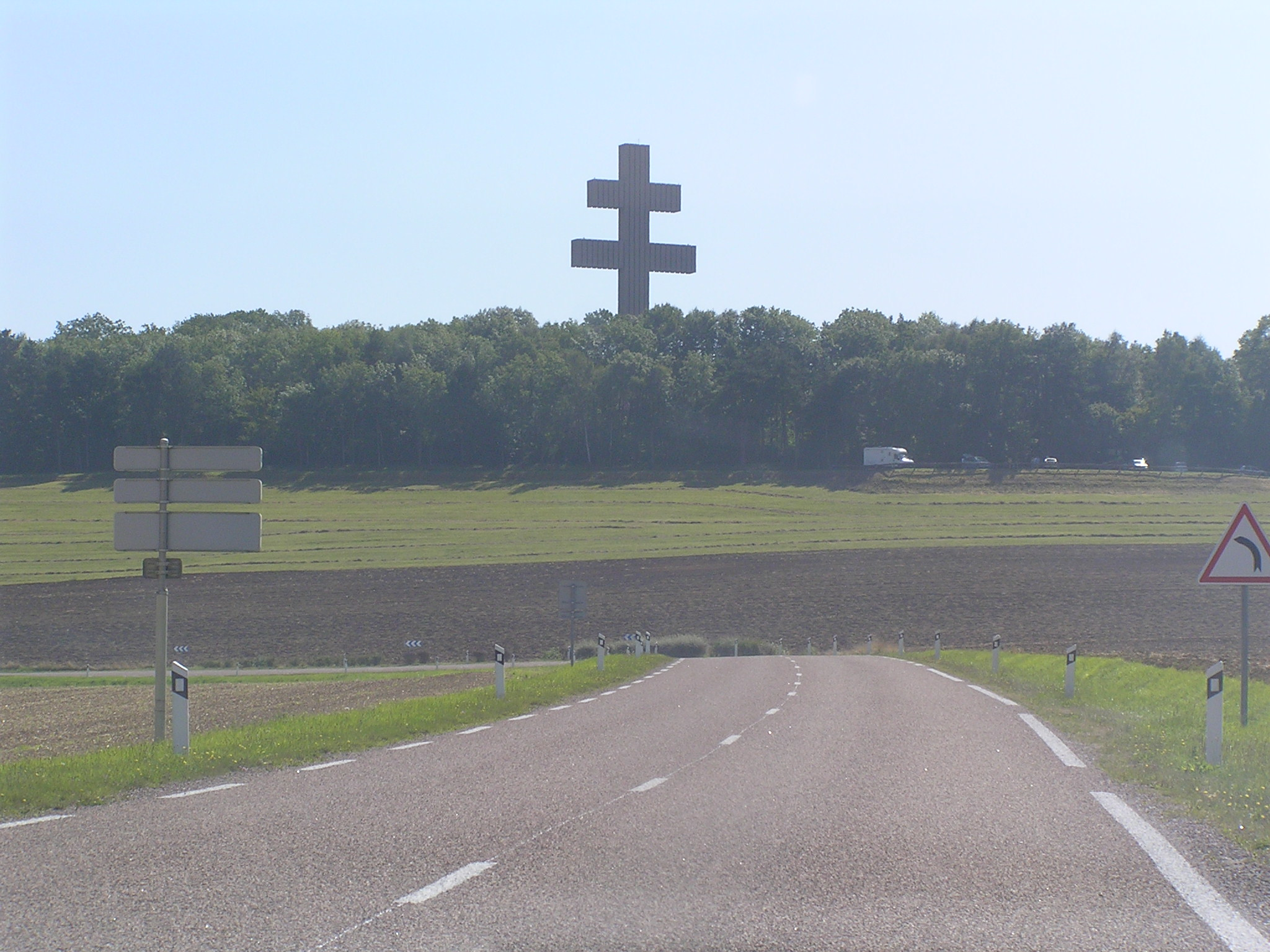
Autre vue du mémorial Charles-de-Gaulle.
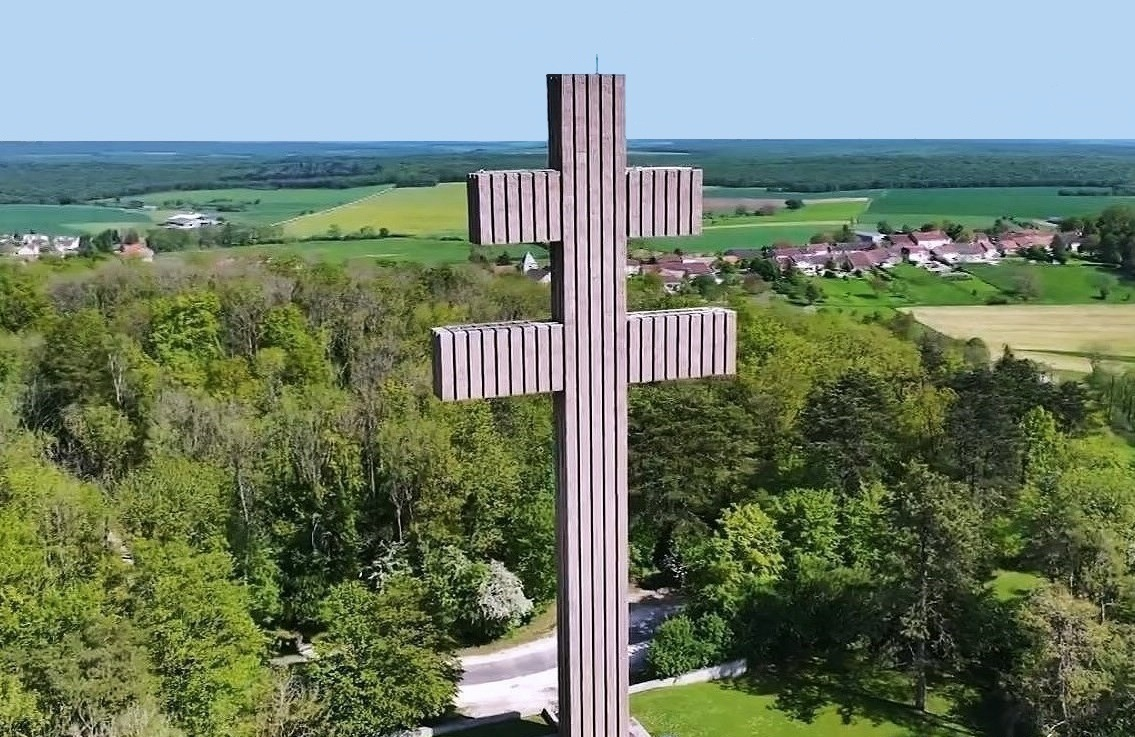
La Croix de Lorraine.
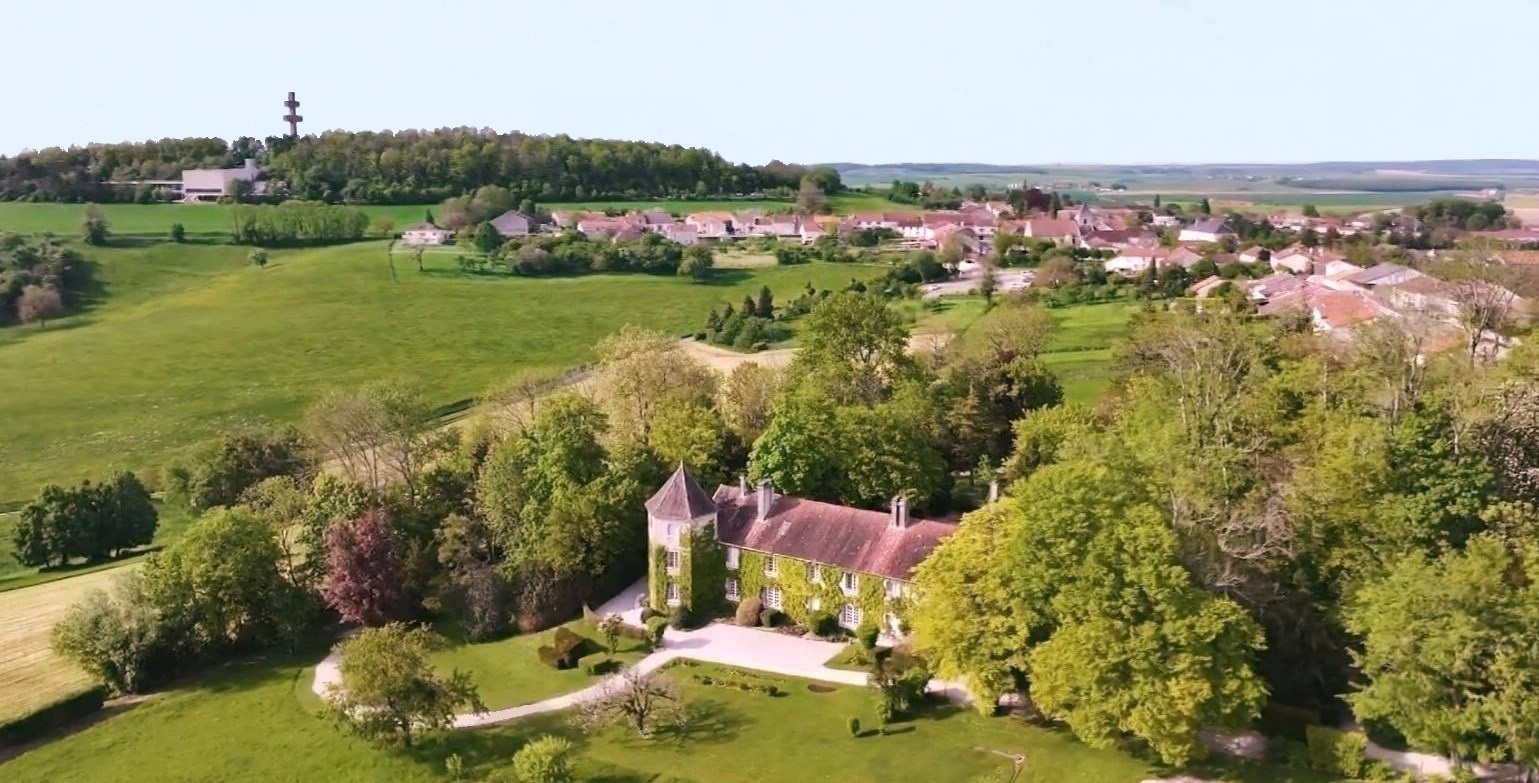
La Boisserie - le village et la Croix de Lorraine

### Patrimoine civil
- La Boisserie, résidence de Charles de Gaulle, inscrit au titre des monuments historiques par arrêté du 6 septembre 2004[20] ;
- Le château de Blaise, dont les façades toitures des dépendances ainsi que le pigeonnier font l'objet d'une inscription au titre des monuments historiques par arrêté du 9 juillet 1987[21].

### Patrimoine religieux
- L'église Notre-Dame-de-l'Assomption de Colombey-les-Deux-Églises, dont la travée précédant le chœur (avec ses bas-côtés) ainsi que le sanctuaire circulaire font l'objet d'un classement au titre des Monuments historiques par arrêté du 24 décembre 1913[22].

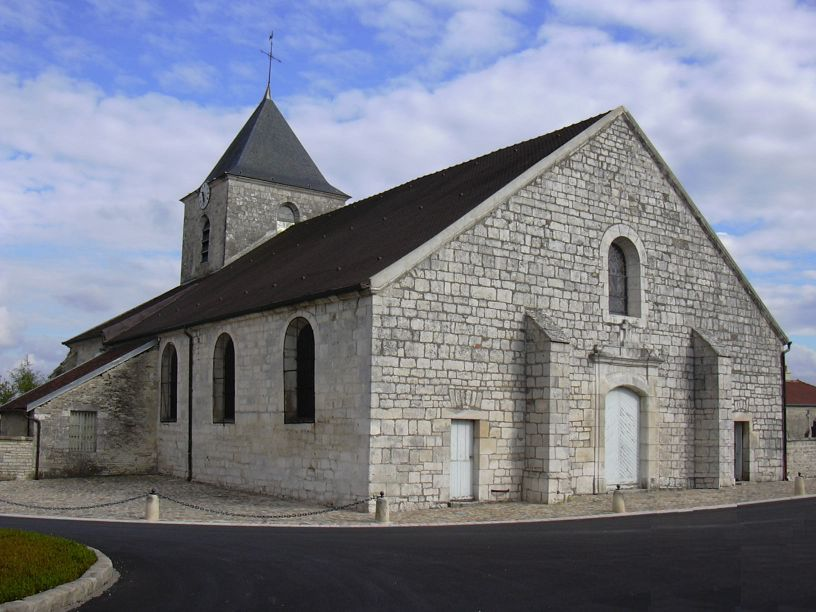
Église Notre-Dame de Colombey-les-Deux-Églises.

### Personnalités liées à la commune

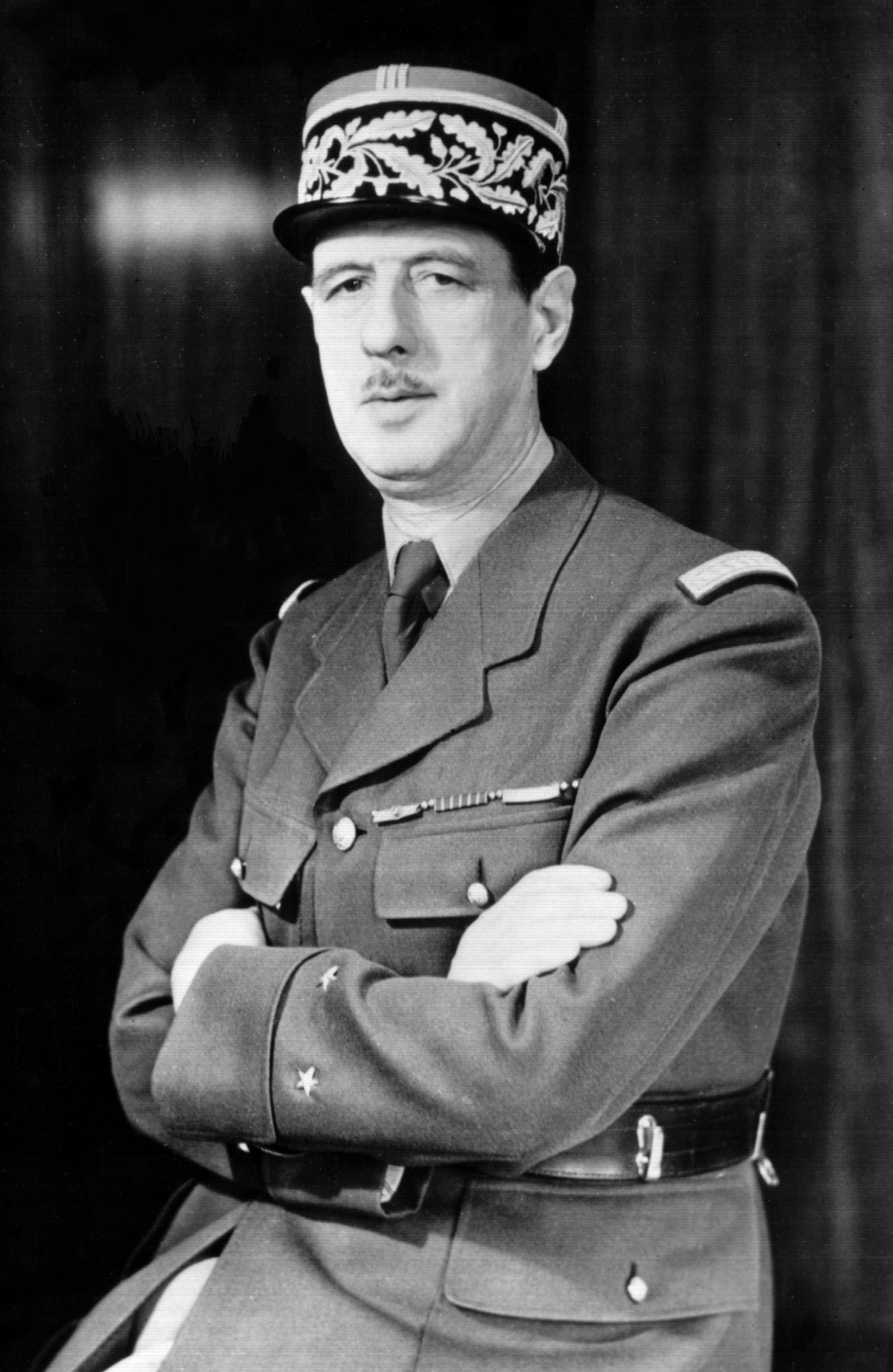
Charles de Gaulle

- Charles de Gaulle (1890-1970), général et homme d’État français du XXe siècle, y est décédé dans sa propriété de La Boisserie le 9 novembre 1970 et est inhumé dans le cimetière de la commune.
- Yvonne de Gaulle (1900-1979), épouse du précédent, inhumée à ses côtés à Colombey.

Enfants de Charles et Yvonne de Gaulle :
- Philippe de Gaulle (1921-2024), amiral et homme politique français, actuel propriétaire de La Boisserie ;

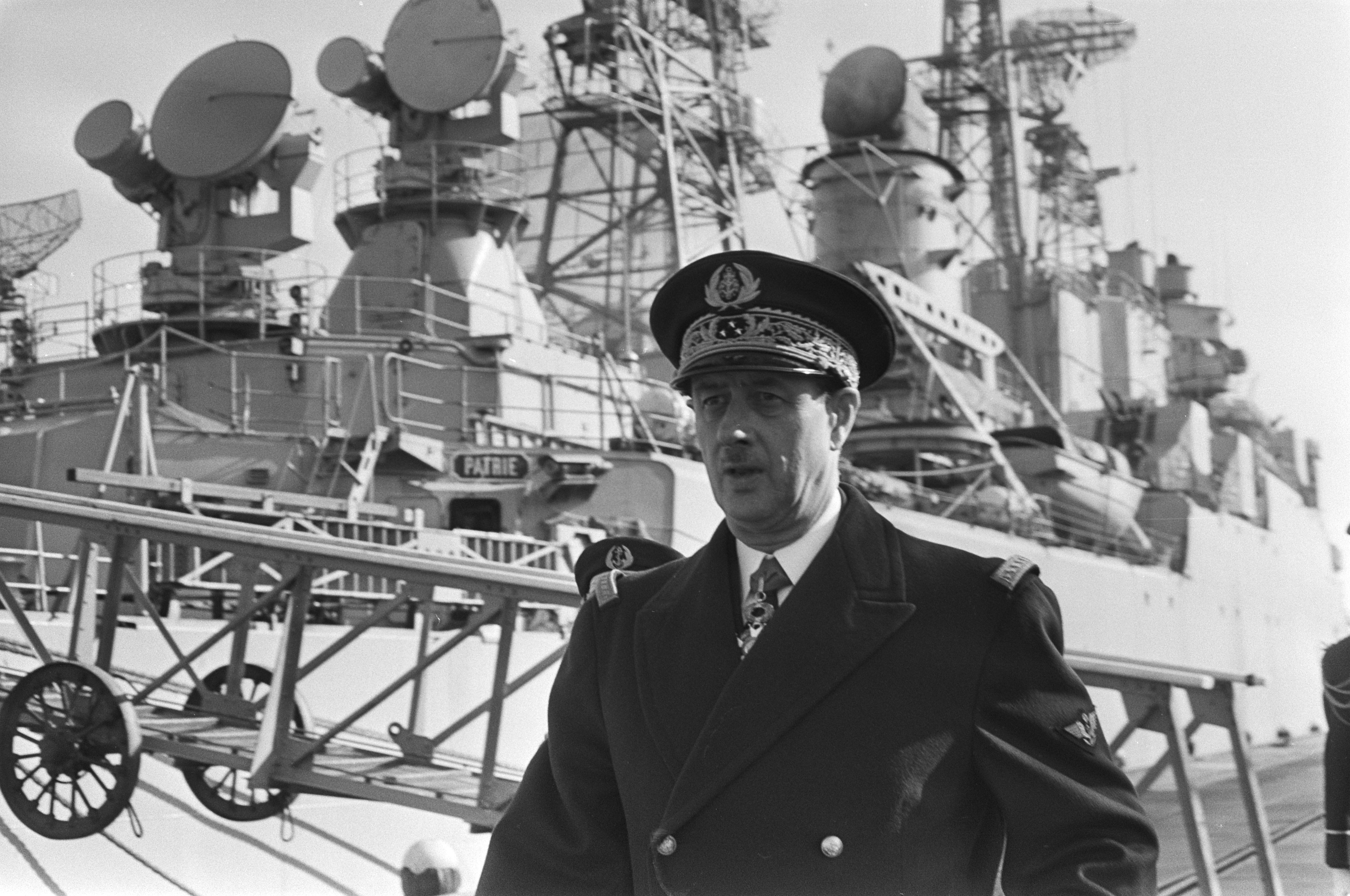
Philippe de Gaulle

- Élisabeth de Gaulle (1924-2013), inhumée dans une tombe à côté de celle de ses parents ;
- Anne de Gaulle (1928-1948), inhumée dans la même tombe que ses parents ;
- Alain de Boissieu (1914-2006), général français, époux d'Élisabeth de Gaulle, inhumé dans la même tombe que celle-ci.
- Henriette de Gaulle (1929-2014), épouse de Philippe de Gaulle.

### Héraldique
| Blason de Colombey-les-Deux-Églises | Blason  | D'argent à la croix engrelée de gueules; chaussé parti au I de gueules à six burelles d'argent, au II mi-chaussé d'azur à la fasce d'argent chargée de trois tourteaux de gueules et accompagnée de trois roses d'or. |
| Blason de Colombey-les-Deux-Églises | Détails | Le statut officiel du blason reste à déterminer. |